# Jiřina Fikejzová
Jiřina Fikejzová, rodným jménem Jiřina Henzlová (13. dubna 1927 Lom u Mostu – 2. září 2020), byla česká textařka, hudební scenáristka a sportovkyně.

## Životopis
Po studiu na gymnáziu v Lounech (1938–1945) a Teplicích (1945–1946), kde zpívala i s kapelou. Studovala psychologii a sociologii na Filozofické fakultě Univerzity Karlovy v Praze a soukromě se učila hrát na housle a na klavír.
V 50. letech 20. století byla úspěšnou sprinterkou československé národní reprezentace. Na Mistrovství ČSR v atletice roku 1951 získala zlatou medaili ve štafetách na 4×100 a 4×200 metrů a stříbrnou v běhu na 200 metrů. O rok později získala na národním mistrovství ve štafetě stříbro a v běhu na 200 metrů bronz.
Po ukončení studia v roce 1950 pracovala do roku 1953 v odborném učilišti v ČKD, poté na odboru zahraničních vztahů v hudebním vydavatelství Supraphon, kde působila jako dramaturgyně při vydávání zahraničních licenčních desek. Již od středoškolských studií se věnovala psaní písňových textů. Profesionálně začala spolupracovat s Vladimírem Dvořákem, později pak s Orchestrem Karla Vlacha a Tanečním orchestrem Československého rozhlasu (TOČR). Za svůj život vytvořila kolem 240 písňových textů, napsala také několik scénářů jak pro pražské Divadlo hudby, tak pro Československou televizi a Československý rozhlas.
Za svoji textařkou práci získala celou řadu domácích ocenění. Kromě toho také působila jako členka textových komisí vydavatelství Supraphon a Panton a v přijímací komisi Ochranného svazu autorského. Dále byla členkou odborných porot různých domácích i zahraniční hudebních festivalů (doma: Intertalent, Porta, Zlatý palcát; v zahraničí: Athény, Sopoty, Split).
Je řazena mezi nejlepší české textaře. V roce 2002 dostala při příležitosti 75. narozenin jubilejní platinovou desku Supraphonu za významný přínos české populární hudbě a vklad k prestiži vydavatelství.
Jejím manželem byl Jaroslav Fikejz, český atlet a reprezentant Československa ve štafetě a skoku do dálky. Jejich syn Daniel Fikejz je hudebníkem.

## Diskografie, výběr
- E 14 (LP Karla Gotta, vydal Supraphon 1985)
- To mám tak ráda (CD, různí interpreti, Supraphon 2002)
- Chvíli můj a chvíli svůj (LP, Monitor Records 1992)
- Den jako malovaný (CD, music centrum, 1997)

## Texty písní

### Výběr z nejznámějších textů
- Easter Parade / Půvabná a svěží (Sbor Lubomíra Pánka)
- Romantická (Yvetta Simonová)
- Akropolis adieu (Judita Čeřovská)
- Jen ty a já (Yvetta Simonová)
- Písnička o base (Milan Chladil)
- Za rok se vrátím (Milan Chladil)
- Já do hry dávám více (Eva Pilarová)
- Malý vůz (Judita Čeřovská)
- Sedm dostavníků (Waldemar Matuška)
- Co dál (Judita Čeřovská)
- Dominiku (Judita Čeřovská)
- Řekni kde ty kytky jsou (Judita Čeřovská)
- Sám pod svou hvězdou (Judita Čeřovská)
- Jak málo zmůže čas (Marie Rottrová)
- Mama (Marie Rottrová)
- Markétka (Marie Rottrová)
- Měsíční řeka (Judita Čeřovská, Jitka Zelenková)
- To mám tak ráda (Marie Rottrová)
- Pusť mě už dál (Petra Janů)
- Můj ideál (Hana Hegerová, Judita Čeřovská)
- Dingy dou (Petr Kotvald a Stanislav Hložek)
- Děvče, smůlu máš, je můj (Helena Vondráčková)
- Celou noc (Václav Neckář)
- Massachusetts (Václav Neckář)
- E 14 (Karel Gott)